# Teun Koopmeiners
Teun Koopmeiners là một cầu thủ bóng đá chuyên nghiệp người Hà Lan hiện đang thi đấu ở vị trí tiền vệ cho câu lạc bộ Serie A Juventus và đội tuyển bóng đá quốc gia Hà Lan.

## Sự nghiệp câu lạc bộ

### Atalanta
Vào ngày 30 tháng 8 năm 2021, Koopmeiners ký hợp đồng với câu lạc bộ Atalanta tại Serie A với mức phí được công bố là 12 triệu euro. Anh chơi trận ra mắt cho câu lạc bộ vào ngày 11 tháng 9 trong trận sân nhà gặp Fiorentina khi vào sân thay Matteo Pessina vào phút cuối.
Vào ngày 1 tháng 9 năm 2022, Koopmeiners lập một cú hat-trick trong chiến thắng 3–1 trước Torino tại Serie A.
Vào ngày 22 tháng 5 năm 2024, anh có mặt trong đội hình xuất phát của Atalanta trong chiến thắng 3–0 của Atalanta trước nhà vô địch Đức Bayer Leverkusen trong trận chung kết UEFA Europa League 2024. Sau đó, anh giành danh hiệu UEFA Europa League đầu tiên trong sự nghiệp của mình với câu lạc bộ.

### Juventus
Vào ngày 28 tháng 8 năm 2024, Koopmeiners chuyển đến câu lạc bộ cùng Serie A là Juventus và ký hợp đồng có thời hạn 5 năm với mức lương 4,5 triệu euro sau thuế mỗi mùa. Bên cạnh đó, Juventus cũng phải trả Atalanta 51,3 triệu euro cộng với 3,4 triệu euro chi phí phụ cũng như thêm 6 triệu euro thông qua các mục tiêu đạt được. Thông qua đó, anh trở thành bản hợp đồng đắt thứ 6 ở kỳ chuyển nhượng Hè 2024 của Juventus.

## Sự nghiệp quốc tế
Vào ngày 29 tháng 5 năm 2024, Koopmeiners được điền tên vào đội hình Hà Lan tham dự UEFA Euro 2024. Tuy nhiên, anh buộc phải rút lui khỏi đội hình tham dự giải đấu sau khi bị chấn thương trong quá trình khởi động cho trận giao hữu với Iceland vào ngày 10 tháng 6 năm 2024.

## Đời tư
Teun có em trai là Peer, một cầu thủ bóng đá chuyên nghiệp hiện đang thi đấu trong màu áo câu lạc bộ AZ.

## Thống kê sự nghiệp

### Câu lạc bộ
Tính đến 2 tháng 6 năm 2024
| Câu lạc bộ          | Mùa giải            | Giải vô địch        | Giải vô địch | Giải vô địch | Cúp quốc gia | Cúp quốc gia | Châu lục | Châu lục | Tổng cộng | Tổng cộng |
| Câu lạc bộ          | Mùa giải            | Hạng đấu            | Trận         | Bàn          | Trận         | Bàn          | Trận     | Bàn      | Trận      | Bàn       |
| ------------------- | ------------------- | ------------------- | ------------ | ------------ | ------------ | ------------ | -------- | -------- | --------- | --------- |
| Jong AZ             | 2016–17             | Tweede Divisie      | 19           | 2            | —            | —            | —        | —        | 19        | 2         |
| Jong AZ             | 2017–18             | Eerste Divisie      | 6            | 1            | —            | —            | —        | —        | 6         | 1         |
| Jong AZ             | Tổng cộng           | Tổng cộng           | 25           | 3            | —            | —            | —        | —        | 25        | 3         |
| AZ                  | 2017–18             | Eredivisie          | 26           | 1            | 5            | 0            | —        | —        | 31        | 1         |
| AZ                  | 2018–19             | Eredivisie          | 32           | 8            | 4            | 0            | 1        | 1        | 37        | 9         |
| AZ                  | 2019–20             | Eredivisie          | 25           | 11           | 3            | 1            | 14       | 4        | 42        | 16        |
| AZ                  | 2020–21             | Eredivisie          | 31           | 15           | 1            | 0            | 8        | 2        | 40        | 17        |
| AZ                  | 2021–22             | Eredivisie          | 2            | 0            | 0            | 0            | 2        | 0        | 4         | 0         |
| AZ                  | Tổng cộng           | Tổng cộng           | 116          | 35           | 13           | 1            | 25       | 7        | 154       | 43        |
| Atalanta            | 2021–22             | Serie A             | 30           | 4            | 2            | 0            | 11       | 0        | 43        | 4         |
| Atalanta            | 2022–23             | Serie A             | 33           | 10           | 2            | 0            | —        | —        | 35        | 10        |
| Atalanta            | 2023–24             | Serie A             | 34           | 12           | 5            | 3            | 12       | 0        | 51        | 15        |
| Atalanta            | Tổng cộng           | Tổng cộng           | 97           | 26           | 9            | 3            | 23       | 0        | 129       | 29        |
| Juventus            | 2024–25             | Serie A             | 0            | 0            | 0            | 0            | 0        | 0        | 0         | 0         |
| Tổng cộng sự nghiệp | Tổng cộng sự nghiệp | Tổng cộng sự nghiệp | 238          | 64           | 22           | 4            | 48       | 7        | 308       | 75        |

1. ↑  Bao gồm Cúp KNVB và Coppa Italia
2. 1 2 3 4  Ra sân tại UEFA Europa League
3. ↑  Ra sân tại UEFA Champions League
4. ↑  Ra sân năm lần tại UEFA Champions League, ra sân sáu lần tại UEFA Europa League

### Quốc tế
Tính đến 22 tháng 3 năm 2024
| Đội tuyển quốc gia | Năm       | Trận | Bàn |
| ------------------ | --------- | ---- | --- |
| Hà Lan             | 2020      | 1    | 0   |
| Hà Lan             | 2021      | 2    | 0   |
| Hà Lan             | 2022      | 12   | 1   |
| Hà Lan             | 2023      | 5    | 1   |
| Hà Lan             | 2024      | 1    | 0   |
| Tổng cộng          | Tổng cộng | 21   | 2   |

Tỷ số và kết quả liệt kê bàn thắng của Hà Lan được để trước, cột tỷ số cho biết tỷ số sau mỗi bàn thắng của Koopmeiners.
| # | Ngày                 | Địa điểm                                  | Trận | Đối thủ   | Bàn thắng | Kết quả | Giải đấu                                 |
| - | -------------------- | ----------------------------------------- | ---- | --------- | --------- | ------- | ---------------------------------------- |
| 1 | 8 tháng 6 năm 2022   | Sân vận động Cardiff City, Cardiff, Wales | 7    | Wales     | 1–0       | 2–1     | UEFA Nations League 2022–23 (hạng đấu A) |
| 2 | 21 tháng 11 năm 2023 | Sân vận động Algarve, Algarve, Bồ Đào Nha | 18   | Gibraltar | 3–0       | 6–0     | UEFA Euro 2024                           |

## Danh hiệu

### Câu lạc bộ
AZ
- Á quân Cúp KNVB: 2017–18

Atalanta
- UEFA Europa League: 2023–24
- Á quân Coppa Italia: 2023–24

### Cá nhân
- Đội hình tiêu biểu UEFA Europa League: 2023–24